# Platyja cyanocraspis
Platyja cyanocraspis là một loài bướm đêm trong họ Noctuidae.